# Rens Wildschut
Rens Wildschut (Veldhoven, 2 juni 1985 - Eindhoven, 18 mei 2023) was een voormalig voetballer die in het Nederlandse profvoetbal speelde bij FC Eindhoven. De middenvelder maakte zijn profdebuut in het seizoen 2004/05. Hij is de zoon van oud-international Piet Wildschut.

## Carrière
| Seizoen | Club         | Wedstrijden | Doelpunten | Competitie     |
| ------- | ------------ | ----------- | ---------- | -------------- |
| 2004/05 | FC Eindhoven | 4           | 0          | Eerste divisie |
| 2005/06 | FC Eindhoven | 2           | 0          | Eerste divisie |
| 2006/07 | FC Eindhoven | 10          | 0          | Eerste divisie |
| 2007/08 | SV Deurne    | ?           | ?          | Amateurs       |
| 2008/09 | FC Eindhoven | 1           | 0          | Eerste divisie |
| Totaal  |              | 17          | 0          |                |